# Odpružení

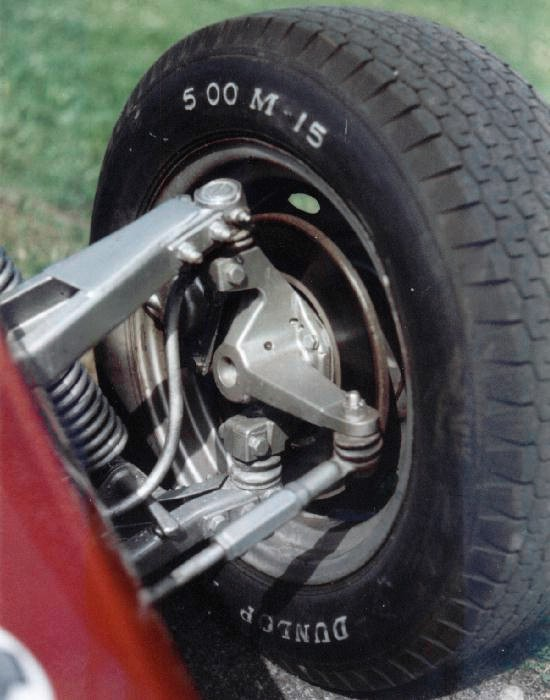
Část vozu s mechanismem řízení: spojovací tyč, řídící páka a kulové čepy.

Odpružení či pérování je jednoduché zařízení snižující otřesy strojních zařízení, vibrátorů, třídiček, dopravních prostředků a pojízdných pracovních strojů. Pružiny nebo také pera jsou umístěny mezi pevnou a pohyblivou částí. U dopravních prostředků mezi nápravou a rámem (popřípadě samonosnou karoserií). K utlumení kmitů pružiny u dopravních prostředků slouží tlumič kmitů. Dopravní prostředek projíždějící zatáčkou vyšší rychlostí je odstředivou silou zatížen více na vnějších pružinách, které jsou více stlačeny. Stabilizátor přitom vyrovná stabilitu vozidla.
Progresivita pérování je poměr zatížení a prohnutí (tuhosti) pružiny, který závisí na konstrukci a typu pera. Čím větší je zatížení, o to méně se pružina prohne.

## Rozdělení pružin

### Klasické pružiny

#### Listové pružiny
Listové pero je tvořeno hlavním listem s oky a dalšími listy. Listy jsou vzájemně drženy třmeny a uprostřed obvykle takzvaným opaskem a středovým šroubem. Odpružení těmito pery bývá využíváno u těžších prostředků například nákladních automobilů či nákladních vlaků. Pružina je většinou umístěná na dopravním prostředku podélně, ale bývá i příčně (Trabant) a výjimečně i šikmo (přední náprava Tatry 111). Jeden konec pera je uchycen otočně, druhý tak, aby mohl vymezit délkové rozdíly při propérování.
Listové pero je konstrukčně složité a vyžaduje velké nároky na opravy a údržbu. Má stejně vysokou účinnost jako vinutá pružina, ale je mnohem větší a těžší. Na rozdíl od klasických pružin má samotlumící účinky, které způsobuje tření mezi listy. Nepotřebuje tudíž tlumič. Další její dobrou vlastností je, že přenáší suvné, brzdné a boční síly, které vinuté pružiny tuhých náprav přenést nemohou. Boční tuhost pružiny zlepšuje speciálně navržený profil listu.
Tuhost listového pera závisí na délce hlavního listu a počtu a rozměrech ostatních listů. 
- Schéma
- Škoda 422
- Podvěšená pružina
- Rovné konce listů
- Zkosené zakončení listů
- Příčný profil listu

Zatížení zadní nápravy naloženého nákladního automobilu je často i násobně větší než u automobilu bez nákladu. Tuhost pružiny navržené pro plné zatížení nemůže uspokojivě odpružit prázdné vozidlo. Proto se volí pružina dvoustupňová, resp. dvě pružiny nad sebou, které jsou spojené třmeny.  Druhá (horní) pružina začne spolupůsobit až po dosednutí jejich konců na příslušné dorazy. Je tak dosaženo žádané progresivity.

#### Vinuté pružiny

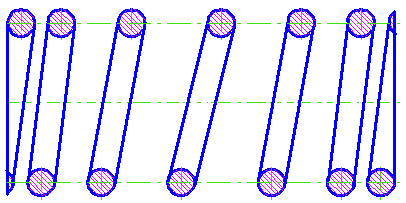
Progresivní vinutá pružina s nestejným stoupáním závitů.

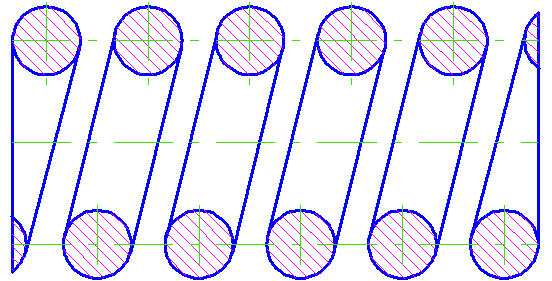
Vinutá tlačná pružina

Vinutá pružina je tvořena drátem kruhového průřezu zkrouceným do spirály. Pružina je uložena tak, aby stlačující síla působila v její ose. Pružina je umístěna mezi pevnou a pohyblivou částí či mezi nápravou a rámem (případně samonosnou karoserií), kromě nápravy MacPherson, kde je přímo její součástí. Přesné umístění na dopravních prostředcích závisí na typu nápravy. Pružina je konstrukčně jednoduchá a nevyžaduje téměř žádné nároky na údržbu.
Tuhost pružiny závisí na průměru drátu, počtu závitů, stoupání závitů a průměru pružiny. Progresivity lze dosáhnout:
- Nestejným stoupáním závitů pružiny
- Proměnným průměrem pružiny (kuželové nebo soudečkové)
- Přidáním pryžového bloku

#### Zkrutné (torzní) tyče

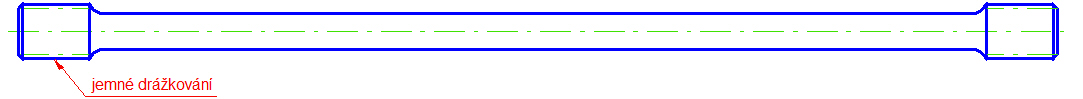
Torzní tyč

Torzní tyč je zkrutná pružina umístěná napříč nebo podél dopravních prostředků a je namáhána na krut. Obvykle bývá kruhového průřezu. Není ovšem výjimkou, že mají průřez čtvercový. Konce tyče jsou zesíleny a opatřeny jemným drážkováním nebo šestihranem. Tyč může být uložena v plastovém ochranném obalu, nebo může být nahrazena svazky tvořené plochými tyčemi nebo trubkami. Tyto konce jsou uloženy v ložiskách rámu; jeden konec (pevný) je nastavitelný k seřízení polohy karoserie při pohotovostní hmotnosti; druhý je opatřen pákou opírající se o nápravu.
Pružina je konstrukčně jednoduchá a nevyžaduje téměř žádnou údržbu. Tuhost závisí na průměru a délce tyče. Progresivity lze dosáhnout přidáním zkrutné trubky, která se po určitém zkroucení zkrutné tyče začne zkrucovat s ní, čímž od určitého bodu zvýší tuhost odpružení.

### Moderní typy pružin

Nejběžnější typy odpružení při pohledu zezadu

#### Pryžové pružiny
Pryžová pružina využívá elastických vlastností gumy. Pružina může být namáhána na krut, smyk (střih) nebo tlak.
Pružina je konstrukčně jednoduchá a nevyžaduje téměř žádnou údržbu. Má nejlepší využití materiálu ze všech pružin. Jsou velmi tiché a těžko se opotřebí. Když už se tak ale stane, vlivem stárnutí se snižuje jejich pružnost a začnou praskat.
Tuhost pružiny závisí na způsobu namáhání pružiny, do jisté míry i na jejím tvaru.

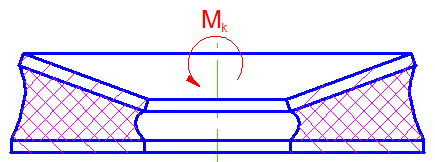
Pryžová pružina namáhaná krutem
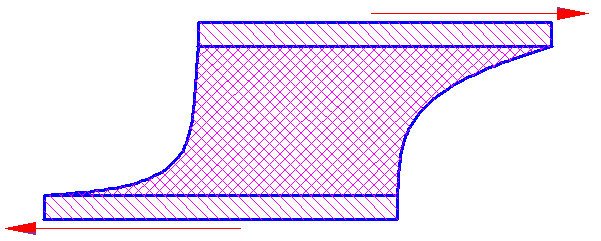
Pryžová pružina namáhaná smykem
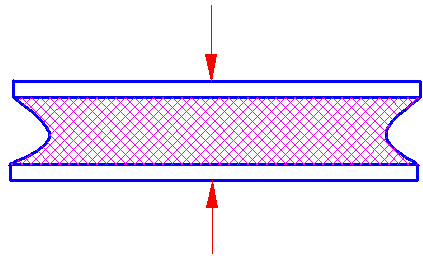
Pryžová pružina namáhaná tlakem

#### Pneumatické pružiny
Pneumatická pružina je de facto celý pružící systém, ve kterém pruží vzduch uzavřený v nádobě z pružného měchu nebo ocelového válce, v níž je píst těsněn membránou (ve vlnovcích). Používají se zejména u nákladních automobilů, autobusů, přívěsů a návěsů. Při zatížení se pružiny stlačí a prostřednictvím regulačního ventilu se do pružin doplňuje tolik vzduchu, kolik bylo vytlačeno. Tím je dosažena progresivita. Samočinně udržuje vzdálenost podlahy vozidla od náprav. Pružina může mít mnoho různým tvarů, proto je jejich umístění na vozidla prostorově jednodušší.

#### Hydropneumatické pružiny

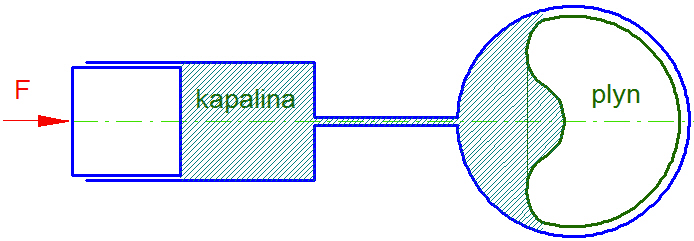
Hydropneumatická pružina

Hydropneumatická pružina je, stejně jako pneumatická, celý pružící systém. Skládá se z válce pružiny, ve kterém pruží stlačený plyn ze zásobníku stlačeného plynu (obvykle dusíku stlačeného na 10-20 MPa). Tyto dvě části jsou spojeny tlakovým potrubím, nebo jsou řešeny jako jeden celek, ve kterém je plyn od oleje oddělen membránou. V takovém případě je při stlačení pružiny stlačen plyn a do válce se doplní tolik oleje, aby byla podlaha v požadováné vzdálenosti od náprav.
Dvoudílná pružina může být řešena takto:
- Válec s kotoučovým pístem - válec je zároveň i tlumič, jehož progresivita vyplývá z činnosti systému.
- Válec s plunžrem - díky tomu, že v sobě nemá písty, je užší a lehčí. Válec i spojovací potrubí jsou naplněny olejem.

## Výměna pružin
Výrobci doporučují vyměnit automobilové pružiny po ujetí od 80 000 do 120 000 kilometrů.
Nejčastěji se pružiny musí vyměnit kvůli únavě materiálu. Častou příčinou je také koroze, kdy dojde k loupání a úbytku materiálu.
Závažnou vadou je pak prasknutí pružiny. To nastane při nadměrném zatížení pružiny a oslabení konstrukce. Tuto vadu může způsobit i defekt při výrobě. Díky přísným defektoskopiím se ale tato příčina daří výrobcům odstraňovat.
Špatnou pružinu poznají jen zkušení řidiči, kteří dokážou vypozorovat i malé odlišnosti ve vlastnostech pružení. Spolehlivě je odhalí v servisu nebo při technické prohlídce.